# Fals (monnaie)
Cet article concerne la monnaie de cuivre. Pour la commune française de Lot-et-Garonne, voir Fals.

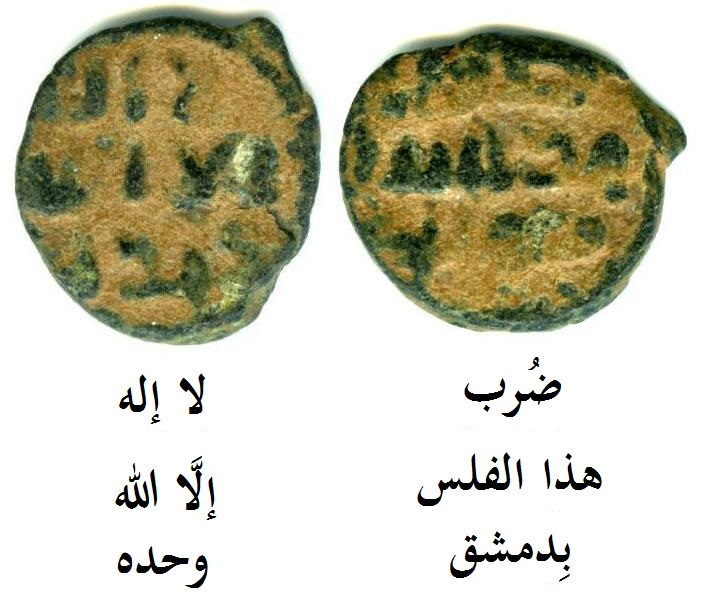
Un fals frappé à Damas entre 696 et 750.

Le fals (pluriel fulûs) est une ancienne monnaie divisionnaire de cuivre produite à partir du califat des Omeyyades (661-750) puis perpétuée par celui des Abbassides (750-1258). 
L'existence de cette petite pièce posa d'importants problèmes aux juristes musulmans : on cite Al-Maqrîziy qui dans le Ighathah (1405) et surtout dans al-Nuqud al-Islamiyyah (« La monnaie de l'islam », 1415), produit un avertissement comme quoi « les musulmans ne devraient utiliser que le dinar d'or et le dirham d'argent dans leurs transactions ». 
Ce nom est une corruption de follis, une pièce de cuivre romaine puis byzantine. Le fals présentait habituellement des inscriptions ornées en arabe sur les deux faces. Divers foulous de cuivre ont été produits jusqu'au XIXe siècle.
Une variante de ce nom est fils (pluriel fulûs), autre manière de prononcer "fals", qui est le nom de différentes monnaies des pays arabes.
Sous la dynastie alaouite, le fûlus est une pièce de cuivre pesant entre 3 et 4 g, produite par moulage (1666-1902).
Le pluriel fulûs est à l'origine du mot argotique flouze, « l'argent ».